# Híres feröeriek listája
Ez a híres feröeriek listája.

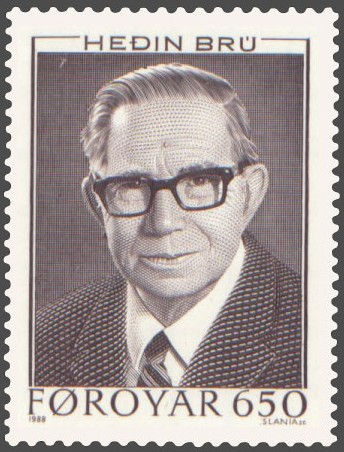
Heðin Brú író, műfordító

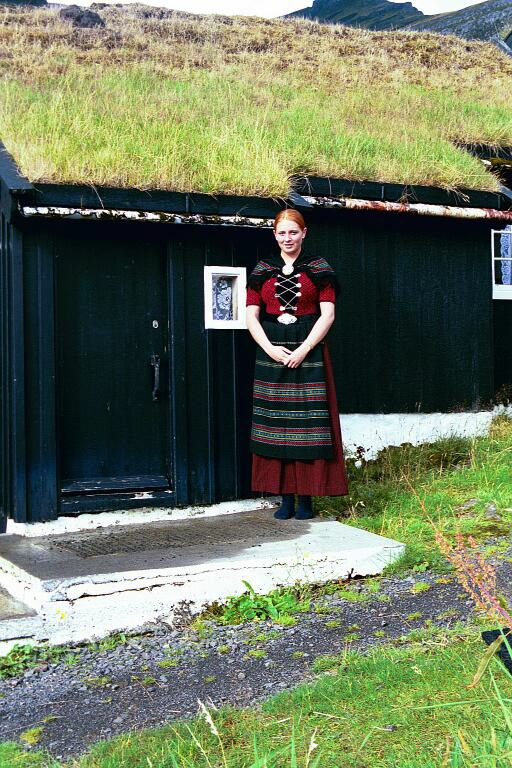
Eivør Pálsdóttir énekesnő feröeri népviseletben, 17 évesen

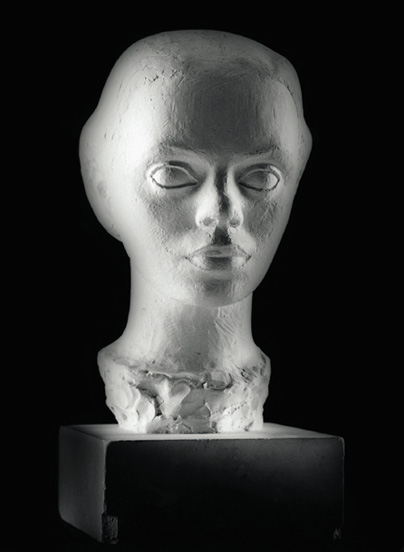
Janus Kamban Elinborg Lützen grafikust ábrázoló mellszobra

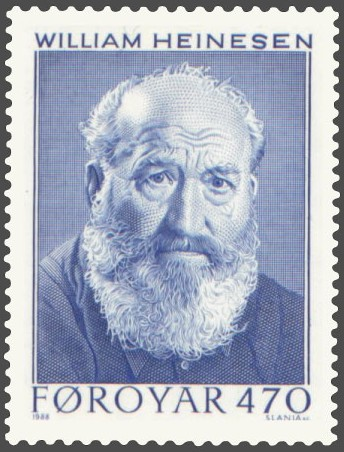
William Heinesen író

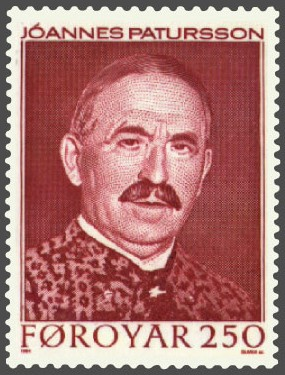
Jóannes Patursson nagygazda, költő és politikus

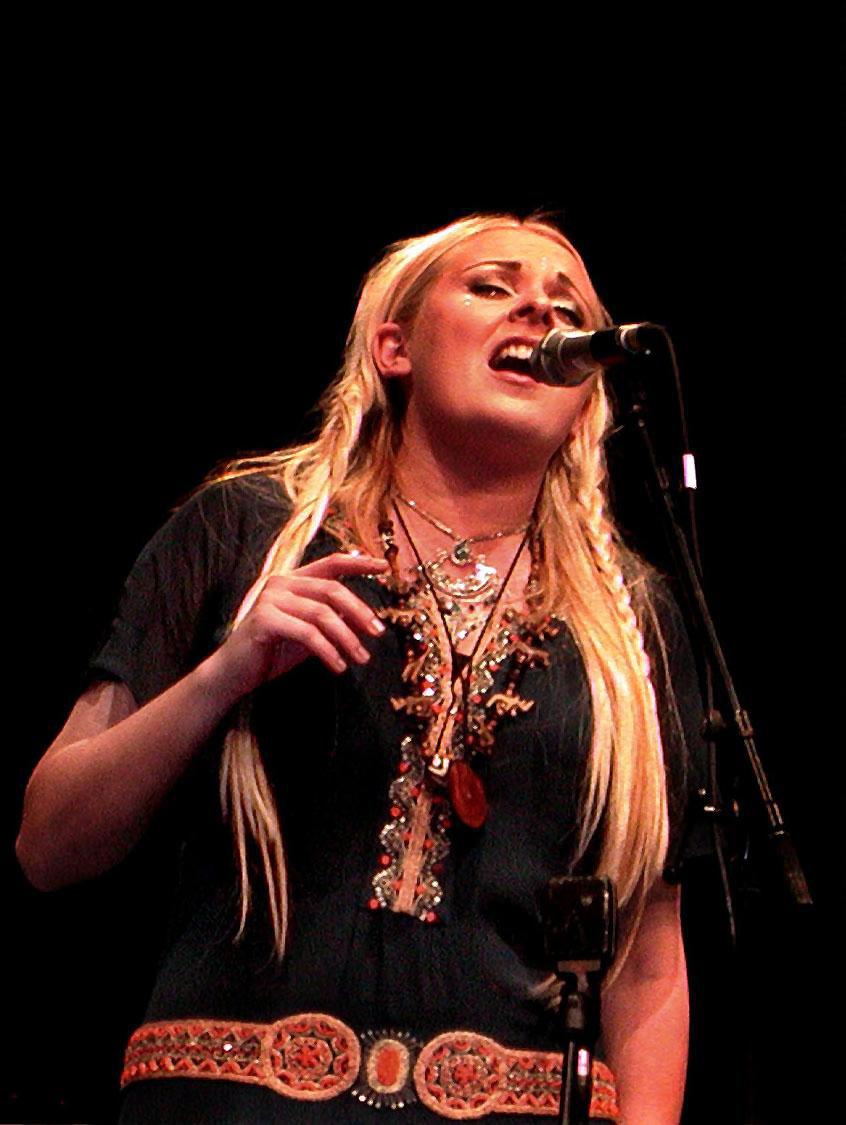
Eivør Pálsdóttir énekes-dalszerző

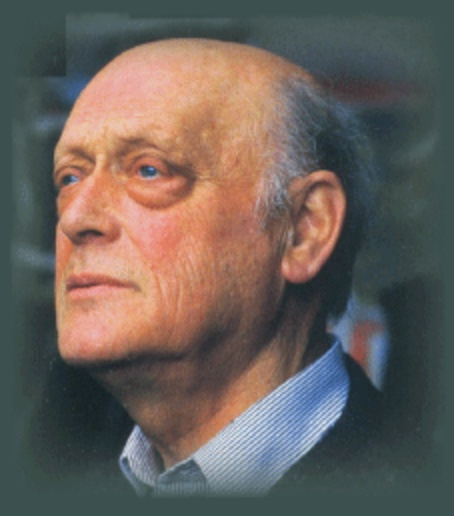
Ingálvur av Reyni festő

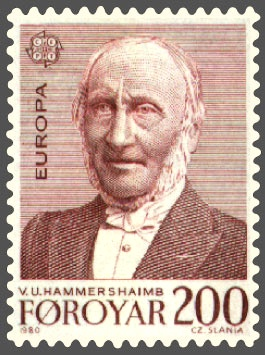
Venceslaus Ulricus Hammershaimb író, filológus, a modern írott feröeri nyelv megteremtője

- Petur Alberg (1885-1940) hegedűs, dalszerző, a feröeri himnusz zeneszerzője
- Lena Anderssen (1974) énekes-dalszerző
- Astrid Andreasen (1948) textilművész, grafikus, tengerkutató és bélyegtervező
- Linda Andrews (1973) énekes
- Uni Arge (1971) újságíró, zenész, labdarúgó
- Aggi Ásgerð Ásgeirsdóttir (1966) festő
- Hanni Bjartalíð (1968) festő
- Kristian Blak (1947) zeneszerző, zongorista
- Sigmundur Brestisson (961–1005) viking főnök
- Heðin Brú (1901–1987) író, műfordító
- Regin Dahl (1918-2007) író, zeneszerző
- Atli Pætursson Dam (1932-2005) politikus, miniszterelnök
- Joen Danielsen (1843-1926) költő
- Steffan Danielsen (1922–1976) festő
- Victor Danielsen (1894–1961) bibliafordító, misszionárius
- Lucas Debes (1623-1675) lelkész, topográfus és író
- Jens Christian Djurhuus (1773-1853) költő, gazda
- Jóannes Eidesgaard (1951) tanár, politikus, miniszterelnök
- Brandur Enni (1989) énekes-dalszerző
- Niels Ryberg Finsen (1860-1904) orvos, kutató, Nobel-díjas
- Niels Galan énekes, gitáros (200)
- Jákup Pauli Gregoriussen (1932) építész, grafikus
- Venceslaus Ulricus Hammershaimb (1819-1909) író, filológus, a modern írott feröeri nyelv megteremtője
- Hans Hansen (1920–1970) festő
- Jógvan Hansen (1978) énekes, gitáros
- Magnus Heinason (1545-1589) tengeri hős
- William Heinesen (1900-1991) író
- Zacharias Heinesen (1936) festő
- Heiðrikur á Heygum (1983) filmrendező, zenész
- Høgni Hoydal (1966) politikus
- Kári P. Højgaard (1951) postamester, politikus
- Jørgen-Frantz Jacobsen (1900–1938) író
- Jakob Jakobsen (1864-1918) nyelvész, néprajztudós
- Ólavur Jakobsen (1964) klasszikus gitáros
- Heri Joensen énekes, gitáros, dalszerző (Týr)
- Ove Joensen (1948-1987) tengerész
- Rannva Joensen (1986) énekes
- Sámal Joensen-Mikines (1906–1979) festő
- Julian Johnsson (1975) író, labdarúgó
- Todi Jónsson (1972) labdarúgó
- Anfinn Kallsberg (1947–2024) politikus, miniszterelnök
- Grímur Kamban (9. század) az első telepes
- Janus Kamban (1913-2009) szobrász
- Jens Martin Knudsen (1967) labdarúgókapus
- Teitur Lassen (1977) énekes-dalszerző
- Høgni Lisberg (1982) énekes-dalszerző
- Davur Juul Magnussen harsonás
- Christian Matras (1900–1988) író, filológus
- Naddoddur (9. század) viking felfedező
- Jóanes Nielsen (1953) író, költő
- Nólsoyar Páll (1766–1809) tengerész, kereskedő, költő, nemzeti hős
- Bjørk Herup Olsen (1991) futó
- Hans Pauli Olsen (1957) szobrász
- Katrin Olsen (1978) evezős, olimpikon
- Katrin Ottarsdóttir (1957) filmrendező
- Eivør Pálsdóttir (1983) énekes-dalszerző
- Erlendur Patursson (1913-1986) író, politikus
- Jóannes Patursson (1866–1946) gazda, költő és politikus
- Rói Patursson (1947) író, filozófus
- Súsanna Helena Patursson (1864–1916) színésznő, író, feminista
- Tróndur Patursson (1944) képzőművész
- Anker Eli Petersen (1959) grafikus, bélyegtervező és író
- Fríðrikur Petersen (1853-1917) lelkész, költő, politikus
- Marita Petersen (1940-2001) tanár, politikus, miniszterelnök
- Rasmus Rasmussen gitáros
- Sunleif Rasmussen (1961) zeneszerző
- Páll á Reynatúgvu (1967) politikus
- Ingálvur av Reyni (1920-2005) festő
- Vígdis Sigmundsdóttir (1934) festő
- Símun av Skarði (1872-1942) költő, politikus és tanár
- Eli Smith festő
- Ruth Smith (1913–1958) festő, grafikus
- Jens Christian Svabo (1746-1824) nyelvész, etnográfus
- Sverre norvég király (1149/1151-1202)
- Kristian Osvald Viderø (1906–1991) lelkész, költő és bibliafordító

- Heidi Andreasen (1985) úszónő
- Magdalena Andersdatter (1590 k.–1650) kereskedő és népi hős
- Thomas Arge (1942–1978) festő
- Andrea Árting (1891–1988) szakszervezeti vezető
- Rúni Brattaberg (1966), operaénekes, fényképész
- Beinta Broberg (1667–1752) a Barbara című regény ihletője
- Jonas Broncks (1600 k.–1643), kivándorló, hosszú ideig Bronx feltételezett névadója
- Jákup Dahl (1878–1944) esperes, bibliafordító
- Johan Dalsgaard (1966) humorista, színész
- Helena Dam á Neystabø (1955) politikus
- Marianna Debes Dahl (1947) író
- Edvard Nyholm Debess zeneszerző
- Hans Andrias Djurhuus (1883–1951) író
- Janus Djurhuus (1881–1948) író
- Hildigunn Eyðfinnsdóttir (1975) színésznő
- Edward Fuglø (1963) grafikus
- Sigri Mitra Gaïni (1975) színésznő, költő
- Liffa Gregoriussen (1904–1992) divattervező
- Absalom Hansen, tájképfotós, maratonfutó
- Jetta Hansen (1890–1962) a feröeri YMCA úttörője
- Jona Henriksen (1924) politikus
- Ebba Hentze (1930) író
- Nicolina Højgaard Simonsen (1901–1995) gyermekotthon-vezető
- Annika Hoydal (1945), énekes, színésznő és zeneszerző
- Elgerda Jacobsen (1905–1991) iskolaigazgató, tanfelügyelő
- Guðrun Sólja Jacobsen (1982) énekes
- Bárður Jákupsson (1943) festő, művészetkritikus
- Hanna Joensen (1931) feminista
- Laura Joensen (1946) színésznő
- Poul F. Joensen (1898–1970) költő
- Oddvør Johansen (1941) író, orgonista
- Karin Kjølbro (1944) politikus
- Ernst Krenn-Gjógv (1897–1954) osztrák Feröer-kutató
- Rikard Long (1889–1977) irodalomkritikus, író
- Elinborg Lützen (1919–1995) grafikus
- Malan Marnersdóttir (1952) irodalomtudós
- Heðin Meitil zeneszerző
- Marie Mikkelsen (1877–1956) fordító
- Øssur Mohr (1961) festő
- Johanne Mortensen (1865–1930) pedagógus, politikus
- Ebba Müller (1891–1967) hajótulajdonos
- Sverri Patursson (1871–1960) író
- Atli Petersen (1963) zeneszerző
- Karoline Petersen (1924) politikus
- Lisbeth L. Petersen (1939) politikus
- Jóngerð Purkhús (1937) politikus
- Malla Samuelsen (1909–1997) politikus
- Sigrid av Skarði Joensen (1908–1975) publicista
- Czesław Słania (1921–2005) lengyel bélyegtervező
- William Gibson Sloan (1838–1914) skót prédikátor
- Johanna Maria Skylv Hansen (1877–1974) író
- Kári Sverrisson rock- és dzsesszzenész
- Ingeborg Vinter (1945), politikus, szakszervezeti vezető